# 표트르 볼로트니코프

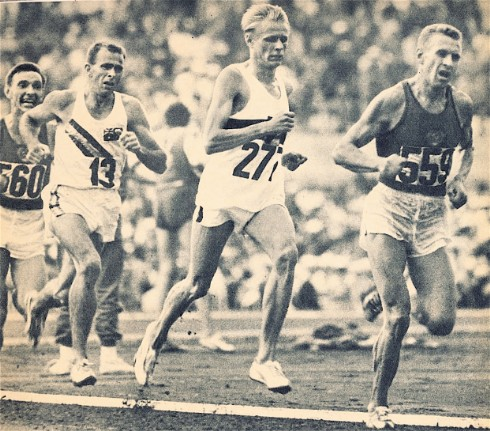

표트르 그리고리예비치 볼로트니코프(러시아어: Пётр Григо́рьевич Боло́тников, 1930년 3월 8일 ~ 2013년 12월 20일)는 주로 장거리달리기 종목들에서 활약한 전 소련의 육상 선수로 1960년 로마 올림픽 10,000m 금메달리스트이다.
현재 모르도바 공화국에 속하는 모르도바 자치 소비에트 사회주의 공화국 크라스노슬로보드스키 구역의 지노프키노에서 태어난 볼로트니코프는 자신이 군대에 입대할 때 20세에 육상을 시작하였다.
1957년 그는 위대한 블라디미르 쿠츠를 0.2초 차이로 놀랍게 꺾을 때 10,000m에서 자신의 첫 국내 선수권 타이틀을 우승하였다. 1958년부터 1962년까지 2배의 소련 챔피언이 된 그는 1964년 국내 10,000m 타이틀과 1958년 국내 크로스컨트리 타이틀을 우승하였다.
볼로트니코프는 이미 1956년 멜버른 올림픽에 참가하였으나 아무 성공도 없었다. 4년 후, 로마 올림픽에서 10,000m 경주를 시작부터 끝까지 통제하며 주요 우승 후보들인 동독의 한스 그로도츠키와 뉴질랜드의 머리 홀버그를 5초 차이로 꺾었다. 그해 10월 5일 키예프에서 볼로트니코프는 10,000m 세계 기록을 거의 12초 차이로 28분 18.8초로 낮추었다.
1962년 베오그라드에서 유럽 선수권이 열리기 2주 전인 8월 11일 그는 자신의 10,000m 세계 기록을 0.6초 차이로 28분 18.2초로 낮추어 선수권에서 장거리달리기 종목들의 주요 우승 후보가 되었다. 그는 10,000m에서 쉽게 우승하였으나 5000m에서는 놀랍게도 3위로 밀렸다.
1964년 도쿄 올림픽에서 성공을 거두지 못한 후, 1965년 육상으로부터 은퇴하기로 결정하였다. 1960년 레닌 훈장을 받았다.
83세의 나이로 사망하였다.